# Canuza
Canuza é um gênero de mariposa pertencente à família Crambidae.